# Saint-Maximin (Oise)
Saint-Maximin – miejscowość i gmina we Francji, w regionie Hauts-de-France, w departamencie Oise.
Według danych na rok 1990 gminę zamieszkiwało 2377 osób, a gęstość zaludnienia wynosiła 193 osoby/km² (wśród 2293 gmin Pikardii Saint-Maximin plasuje się na 110. miejscu pod względem liczby ludności, natomiast pod względem powierzchni na miejscu 309.).